# パスカル・ラバテ
パスカル・ラバテ(Pascal Rabaté、1961年8月13日 - )は、フランスのバンド・デシネ作家(漫画家)、漫画原作者、映画監督である。

## 来歴
アンジェの美術学校で版画を学んだ後、1989年にバンド・デシネ作家としてデビュー。イラストレーターと兼業しながら作品を発表する。1990年代には講談社の漫画雑誌モーニングにて短編作品を発表し、1998年にロシアの作家アレクセイ・ニコラエヴィッチ・トルストイの小説を漫画化した『イビクス』を発表する。ロシア革命により混乱した時代を生きる男の数奇な人生を白黒の水彩画で描いたこの作品により、ラバテは一躍優れたバンド・デシネ作家として注目を集める。1999年に『イビクス』第1巻がアングレーム国際漫画祭の漫画専門店賞、2000年に第2巻で同漫画祭の最優秀作品賞を受賞。2007年に『小川』でACBD批評グランプリを受賞する。また、2000年代からは漫画原作者として他の作家にシナリオを提供している。2010年には『小川』を実写映画化し、映画監督としてのデビューを果たした。

## 画風
ラバテは自身の代表作となった「イビクス」で、全ページを白黒の水彩画で描くというスタイルを確立し、次作「聖者たちの時間」でもこれを用いたものの、2001年に発表した「気流のサンドウィッチ」以降、一転して簡素な線で描くスタイルに変えている。

## 作品
※特記が無い限りラバテ名義

### シリーズ
- 泥沼(Les Pieds Dedans、全3巻、1992年～1995年)
  - 夢の我が家(Villa Mon Reve、1992年)
  - 結婚の結婚(A la Noce Comme a la Noce、1992年)
  - レースの中に(Dans la Dentelle、1995年)
- イビクス(Ibicus、アレクセイ・ニコラエヴィッチ・トルストイ原作、1998年～2001年、全4巻)
- プラスチックのマリア様(La Marie en Plastique、ダヴィッド・プリュドム画、2006年～2007年、全2巻)

### 単巻
- 移住(Exode、1989年)
- リュシーの恋人(Les Amants de Lucie、1989年)
- バカンス、バカンス(Vacances, Vacances、1990年)
- テーブルへ！(À Table!、1990年)
- ラウルの兆し(Signé Raoul、1991年)
- 桜の木(Les Cerisiers、1992年)
- 捧げ物(Ex-Voto、アンジェロ・ザンパルッティ作、1994年)
- 果物の虫(Un Ver dans le Fruit、1997年)
- 聖者たちの時間(Un Temps de Toussaint、アンジェロ・ザンパルッティ作、1999年)
- 最初の銃弾(Première Cartouches、1999年)
- ブイヨンの目(Les Yeux dans le Bouillon、ヴィルジニー・ブロケ画、2000年)
- スカーフ遊び(Le Jeu du Foulard、ダヴィッド・プリュドム画、2001年)
- 気流のサンドウィッチ(Tartines de Courant d'Air、アンドレ・ビブール・リュー作、2001年)
- ヨハネスブルクへようこそ(Bienvenue à Jobourg、2003年)
- サハリンまで(Jusqu'a Sakhaline、ジャン＝ユーグ・ベルー画、2005年)
- 小川(Les Petits Ruisseaux、2006年)
- ハリーは変な子[2](Harry est Fou、ディック・キング＝スミス原作、2007年)
- 黄色いお腹の真新しくて何でもないもの(Le Petit Rien Tout Neuf avec un Ventre Jaune、2009年)
- 多くのこと(Bien des Choses、フランソワ・モレル作、2009年)
- くたばれソーセージ(Crève Saucisse、シモン・ユロー画、2013年)
- スターを夢見た子供(L'Enfant qui Revait d'Etoiles 、エメリック・マントゥー作、2013年)
- 通りの窓(Fenêtres sur Rue、2013年)
- 風のラスク(Biscottes dans le Vent、アンドレ・ビブール・リュー作、2013年)
- 内輪揉め(Le Linge Sale、セバスティアン・グネディグ画、2014年)

## 監督した映画作品
- 小川 (Les Petits Ruisseaux、2010年)
- Ni à Vendre ni à Louer (2011年)
- Du Gourdon et des Plumes (2014年)

## 日本での出版
- 『イビクス―ネヴゾーロフの数奇な運命』(古永真一訳、国書刊行会、2010年、ISBN 4336052808)